# Sarai Mir
Sarai Mir (o Saraimeer, Sarimir) è una suddivisione dell'India, classificata come nagar panchayat, di 15.526 abitanti, situata nel distretto di Azamgarh, nello stato federato dell'Uttar Pradesh. In base al numero di abitanti la città rientra nella classe IV (da 10.000 a 19.999 persone).

## Geografia fisica
La città è situata a 26° 1' 0 N e 82° 55' 0 E e ha un'altitudine di 83 m s.l.m.

## Società

### Evoluzione demografica
Al censimento del 2001 la popolazione di Sarai Mir assommava a 15.526 persone, delle quali 7.867 maschi e 7.659 femmine. I bambini di età inferiore o uguale ai sei anni assommavano a 3.226, dei quali 1.675 maschi e 1.551 femmine. Infine, coloro che erano in grado di saper almeno leggere e scrivere erano 8.989, dei quali 5.015 maschi e 3.974 femmine.